# تیله (تانسیلا)

تیله شهری در شهرستان تانسیلا در استان بانوا در بورکینافاسوی غربی است و جمعیت آن ۷۱۸ نفر است.